# Škoda 550
Škoda 550 byl typ těžkého nákladního automobilu vyráběného Akciovou společností pro automobilový průmysl v Mladé Boleslavi (pozdější Škoda Auto) mezi lety 1926–1928. Vyráběl se v provedeních jako klasický valník, autobus a několika dalších. Celkem bylo vyrobeno 250 kusů těchto vozidel.

## Konstrukce
Vůz nahrazující starší modely nákladních vozů Škoda 504 a 506 byl osazen čtyřválcovým benzínovým motorem Škoda 550 o objemu 6786 cm³ o výkonu 36,8 kW (50 koní). Převodovka byla čtyřstupňová. Stroj dosahoval maximální rychlosti 35 km/h.

## Provoz

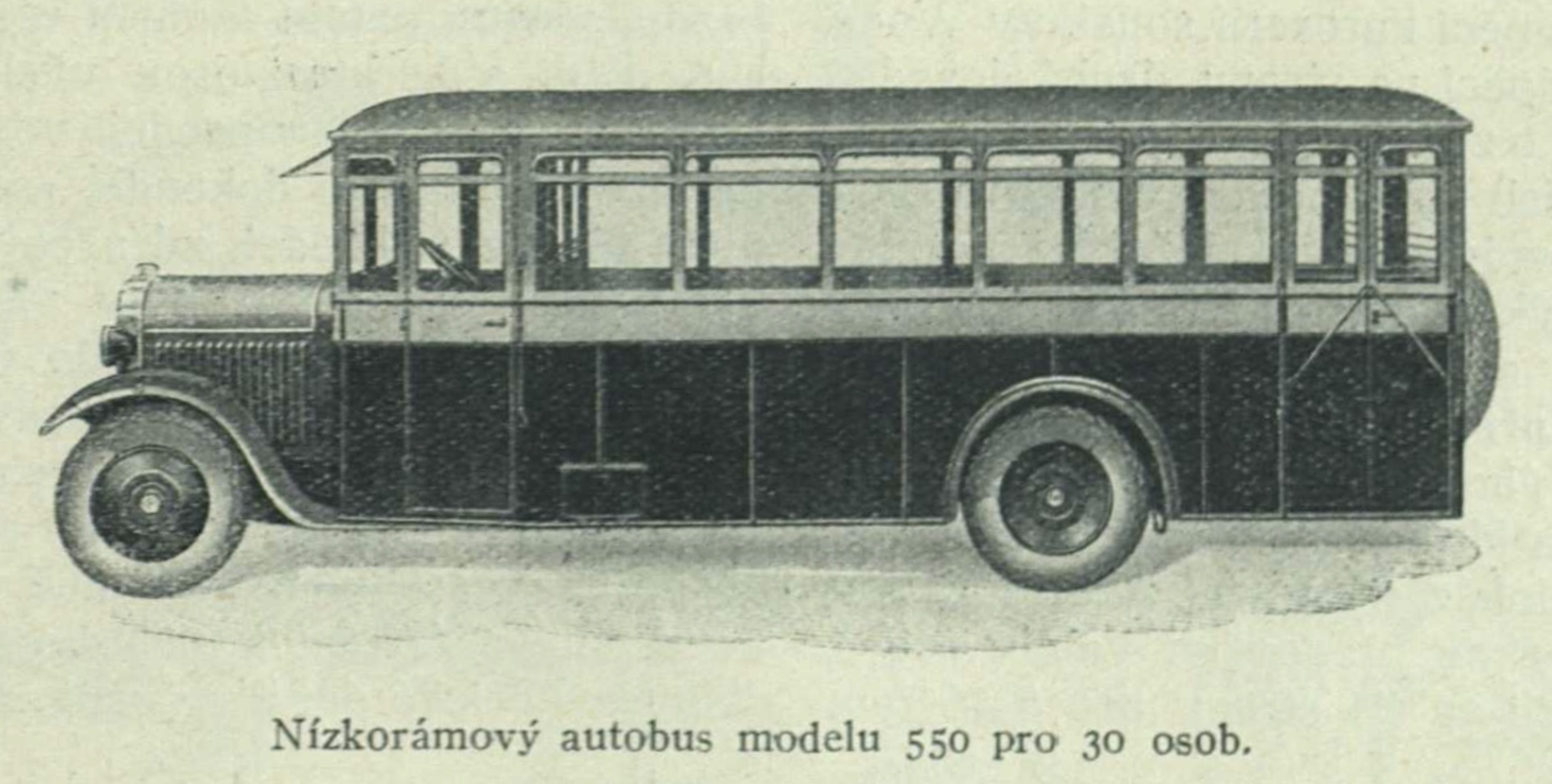
Autobus Škoda 550 pro 30 osob (1927)

Model byl od roku 1926 četně vyráběn s volnou nakládací plochou (valník) či se sklápěcím systémem značky Wood. Vytvořeno bylo také několik autobusových variant: zavřený vůz pro 22 osob, nízkorámový vůz pro 30 osob a také velkokapacitní varianta NR pro 20 sedících a 20 stojících určená mj. pro městskou hromadnou dopravu. Právě tyto autobusy Škoda 550 byly spolu s vozy Praga NO zakoupeny pro první autobusové linky zavedené v Bratislavě v létě roku 1927, kvůli vysoké poruchovosti byly však roku 1928 vráceny výrobci a nahrazeny typem Praga NO. Autobusy modelu 550 jezdily také v barvách dopravních podniků měst Plzně či Českých Budějovic.
Několik podvozků bylo postaveno také ve variantě tahačů návěsů, mj. využívaných motorizovanými jednotkami prvorepublikové Československé armády. Tyto tahače s přívěsy značky Martin byly užívány pro tažení autobusových návěsů přepravujících cestující.  
Výroba byla ukončena roku 1928. 